# Alexis Rodríguez Hernández
Pour les articles homonymes, voir Alexis Rodríguez et Rodríguez.
Alexis Rodríguez Hernández (né le 27 avril 1977 à Miramas en France) est un coureur cycliste espagnol, professionnel entre 2001 et 2011. 

## Biographie
Alexis Rodriguez est né en France ou il passe son enfance. Il décide pourtant de courir pour la nationalité de ses parents espagnols. Il commence sa carrière chez Kelme-Costa Blanca en 2001.
Après sa retraite du cyclisme en 2011, il continue une activité liée au monde du sport et devient coach en athlétisme. En 2015, il est arrêté car il se retrouve au centre d'une affaire de dopage,.

## Palmarès
- 1999
  - 4e étape du Tour d'Ávila
  - 2e du Tour de Zamora
  - 3e du Tour d'Ávila
- 2000
  - 3e du Tour de Zamora
- 2002
  - 8e étape du Tour du Portugal
- 2004
  - Cinturón a Mallorca
  - 3e étape du  Trophée Joaquim Agostinho
  - 3e du Circuito Montañés

## Résultats sur le Tour d'Italie
2 participations
- 2001 : 69e
- 2003 : hors délais (18e étape)